# Ерулска планина
Ерулска планина е планина в Западна България, във физикогеографската област Краище, област Перник.
Планината заема централно място във физикогеографската област Краище, като границите ѝ са следните:
- на север – склоновете ѝ постепенно затъват в Трънската котловина. Тази граница се отнася за планинския рид Люляк планина, приеман за най-северната част на Ерулска планина.
- на изток – седловина, висока 1028 м, и най-горното течение на река Светля (десен приток на Струма) я отделят от планината Стража. Тази граница също се отнася за планинския рид Люляк планина.

За самата Ерулска планина границите са следните:
- на север – в района на село Ерул чрез седловина, висока 1223 м, и с изворната област на река Светля се свързва с Люляк планина.
- на изток – средното течение на река Светля я отделя от планината Любаш.
- на югоизток – долината на река Селска (ляв приток на Пенкьовска река, от басейна на Струма) я отделя от Рудина планина.
- на юг и югозапад – долината на Пенкьовска река (ляв приток на Треклянска река, от басейна на Струма) я отделя от Пенкьовска планина.
- на запад долините на реките Мраморска (десен приток на Лешниковица) и най-горното течение на Пенкьовска и седловината Пътни дел (1025 м) я отделят от Еловишка планина.

В тези си граници от север на юг дължината ѝ е около 25 км, а ширината – до 12 км. Северната част на планината, заключена между Трънската котловина на север, планината Стража на изток и изворната област на река Светля на юг носи името Люляк (Люцкан планина). Билото на планината е плоско с форма на дъга, отворена на югоизток. На юг от него се спускат дълги ридове, а на север към Трънската котловина, ридовете са по къси и ниски. Изградена е от кристалинни шисти, гранити, варовици и флиш. През северната ѝ част, от запад на изток, преминава участък от главния вододел на България между водосборните басейни на Черно и Егейско море. Преобладаващите почви са кафяви горски и рендзини, върху които са разпространени широколистни гори.
Във вътрешността на планината и по нейните склонове са разположени 23 села: Банище, Бусинци, Велиново, Вукан, Видрар, Глоговица, Горна Глоговица, Горна Секирна, Горочевци, Дивля, Докьовци, Долна Секирна, Душинци, Ерул, Кожинци, Милкьовци, Мрамор, Мурено, Одраница, Падине, Пенкьовци, Ръжавец, Станьовци
По западното и югоизточното подножие на планината преминават участъци от два пътя от Държавната пътна мрежа на България:
- По югоизточното ѝ подножие, между селата Мурено и Дивля, на протежение от 8,1 км – участък от третокласен път № 605 Батановци – Еловдол – Калотинци.
- От север на юг, по западното ѝ подножие, през седловината Пътни дел, между селата Вукан и Пенкьовци, на протежение от 31,1 км – участък от третокласен път № 637 Трън – Трекляно – Драговищица.

## Топографски карти
- Лист от карта K-34-46. Мащаб: 1 : 100 000.
- Лист от карта K-34-58. Мащаб: 1 : 100 000.